# Lamporecchio
Lamporecchio est une commune italienne de la province de Pistoia, dans la région Toscane.

## Géographie

Localisation de la commune de Lamporecchio à l'intérieur de la province de Pistoia.

## Administration
| Période                                  | Période  | Identité     | Étiquette               | Qualité |
| ---------------------------------------- | -------- | ------------ | ----------------------- | ------- |
| 14 juin 2004                             | En cours | Aldo Morelli | Democratici di Sinistra |         |
| Les données manquantes sont à compléter. |          |              |                         |         |

### Communes limitrophes
Cerreto Guidi, Larciano, Quarrata, Serravalle Pistoiese, Vinci.

### Personnalités liées à la commune

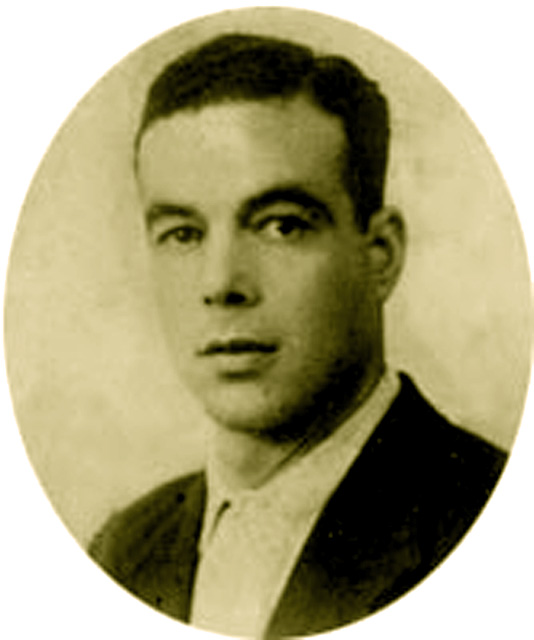
Bruno Razzoli.

Bruno Razzoli, dit Raymond Benoît, chef des résistants du Maquis Ventoux, cantonné à Izon-la-Bruisse, était né à Lamporecchio, le 25 mars 1909. Avant la guerre, il avait été militant syndicaliste, responsable de la fédération CGT Chimie des Bouches-du-Rhône et membre du PCF. En 1936, il avait milité en faveur de la candidature de Jean Cristofol aux élections législatives. Lieutenant des FFI, il fut trahi avec ses maquisards puis arrêté par la Gestapo et la Milice française, le 28 février 1944.  Torturé à La Rochette-du-Buis, il fut exécuté d'une balle dans la tête. Retrouvé au lieu-dit La Geneste, sur la commune d'Izon-la-Bruisse, fin février ou début mars, il est inhumé dans la Nécropole nationale d'Eygalayes,.